# Saint-Georges-sur-Arnon
Saint-Georges-sur-Arnon är en kommun i departementet Indre i regionen Centre-Val de Loire i de centrala delarna av Frankrike. Kommunen ligger i kantonen Issoudun-Nord som tillhör arrondissementet Issoudun. År 2022 hade Saint-Georges-sur-Arnon 554 invånare.

## Befolkningsutveckling
Antalet invånare i kommunen Saint-Georges-sur-Arnon
Referens:INSEE